# A Fidesz–KDNP népszavazási kezdeményezése (2006)
2006. október 24-én a Fidesz és a KDNP népszavazási kezdeményezést nyújtott be az Országos Választási Bizottsághoz. A kezdeményezést az előző napon, a párt október 23-i nagygyűlésén jelentette be Orbán Viktor Fidesz-elnök.
2007 szeptemberében a referendumnak a Fidesz a „Szociális népszavazás 2008” nevet adta. Tarlós István, a Fidesz-KDNP fővárosi frakciószövetség vezetője Orbán Viktor felkérésére, hat feltétellel vállalta a kampány politikai vezetését.
A népszavazást 2008. március 9-én megtartották.

## Előzmények
2011-ben Hegedűs Zsuzsa szociológus, Orbán Viktor főtanácsadója úgy nyilatkozott, hogy az ő ötlete volt a népszavazás kezdeményezése.

## A beadványban eredetileg szereplő hét kérdés
1. „Egyetért-e Ön azzal, hogy az államilag támogatott felsőfokú tanulmányokat folytató hallgatóknak ne kelljen képzési hozzájárulást fizetni?”
2. „Egyetért-e Ön azzal, hogy az egészségügyi közszolgáltató intézmények, kórházak maradjanak állami, önkormányzati tulajdonban?”
3. „Egyetért-e Ön azzal, hogy a háziorvosi ellátásért, fogászati ellátásért és járóbeteg-szakellátásért továbbra se kelljen vizitdíjat fizetni?”
4. „Egyetért-e Ön azzal, hogy a gyógyszereket továbbra is csak gyógyszertárban lehessen árusítani?”
5. „Egyetért-e Ön azzal, hogy a nyugdíjasok továbbra is a 2006. október 23-án hatályos törvényi rendelkezések szerint vállalhassanak munkát?”
6. „Egyetért-e Ön azzal, hogy a – 2005. június 15-i állapot szerint hatályos termőföldről szóló 1994. évi LV. törvény szerint – családi gazdálkodót első helyen illesse meg elővásárlási jog termőföld vagy tanya vásárlása esetén?”
7. „Egyetért-e Ön azzal, hogy az Országgyűlés – a fegyelmi és kártérítési felelősség mellett – törvényben szabályozza a miniszterelnök és a Kormány tagjai speciális, objektív felelősségét is a költségvetés túllépéséért?”

## Döntések a kérdések népszavazásra bocsáthatóságáról
Az OVB 2006. november 20-i ülésén a fenti kérdések közül a kórházprivatizációra (2.), a gyógyszertáron kívüli gyógyszerárusításra (4.) és a gazdák elővásárlási jogára (6.) vonatkozó kérdéseket találta népszavazásra alkalmasnak, a tandíjról (1.), a vizitdíjról (3.),  a nyugdíjasok munkavállalásáról (5.) és a kormány felelősségéről szólót (7.) nem. Az Alkotmánybíróság az OVB nyugdíjasok munkavállalására és a kormány felelősségére vonatkozó elutasító határozatát helybenhagyta, míg tandíjra és a vizitdíjra vonatkozó elutasító határozatát megsemmisítette és az OVB-t új eljárásra kötelezte.
- 15/2007. (III. 9.) AB határozat (a tandíjról)
- 16/2007. (III. 9.) AB határozat (a vizitdíjról)

A Fidesz-KDNP a tandíjra vonatkozó kérdést változatlanul, a vizitdíjra vonatkozót újrafogalmazva és a kórházi napidíjra vonatkozó új kérdéssel kiegészítve ismét benyújtotta az OVB-nek. Az OVB a kérdéseket ismét elutasította, az Alkotmánybíróság azonban immár másodjára, e határozatokat megsemmisítette és a választási testületet új eljárásra kötelezte. Az Alkotmánybíróság kommünikét is kiadott, melyben külön felhívta a figyelmet arra, hogy az OVB-t nemcsak az Alkotmánybíróság határozatának rendelkező része, hanem annak indokolása is köti, az indokolás tartalmát az OVB a  megismételt eljárásban és a határozathozatal során köteles figyelembe venni.
- 32/2007. (VI. 6.) AB határozat (a tandíjról)
- 33/2007. (VI. 6.) AB határozat (a kórházi napidíjról)
- 34/2007. (VI. 6.) AB határozat (a vizitdíjról)

Végül az OVB az Alkotmánybíróság fenti határozataira hivatkozva, ellenvéleményének fenntartása mellett a kérdéseket hitelesítette. A bizottság 2007. június 25-én sajtóközleményt bocsátott ki, melyben többek között az olvasható: "(Az OVB)… kijelenti, hogy nem szakmai meggyőződése, hanem kizárólag a törvényesség és az alkotmányos rend mindenek felett való tisztelete miatt vette tudomásul az Alkotmánybíróság jogértelmezéseit."

### Az Alkotmánybíróság és az Országos Választási Bizottság eltérő jogértelmezése
Az OVB álláspontja szerint a képzési hozzájárulás, a vizitdíj és a kórházi napidíj kérdése a költségvetés tárgykörébe, így az alkotmányban tiltott népszavazási tárgykörök közé tartozik, mivel „az alkotmány a költségvetés egészéről, valamennyi tartalmi eleméről való népszavazást minősíti tiltott törvényhozási tárgykörnek, mert a költségvetés bevételi és kiadási oldala nem választható el egymástól”. A testület értelmezésében az intézmények kieső bevételeit a központi költségvetési források átcsoportosításával kellene pótolni, ami szükségessé teheti a bevételi oldal utólagos korrekcióját is. Az OVB álláspontja szerint a jövőbeni költségvetés bevételi illetőleg kiadási oldala közötti különbségtétel „egyúttal a képviseleti, illetőleg a közvetlen demokrácia közötti eddigi határok átrendezését is jelenti”, mert az Országgyűlés érdemi döntési hatásköre e tekintetben megszűnik.
Az alkotmánybíróság álláspontja szerint azonban a kérdések nem tartalmazzák a költségvetési törvény módosítását, illetve nem következik belőlük „okszerűen a tiltott tárgykörként megjelölt törvény módosítása”. A testület értelmezésében abból, hogy a kérdéses díjak nem a költségvetés, hanem az intézmények saját bevételei, s a költségvetési törvény a bevételi oldalon nem is szerepelteti őket, az következik, hogy „nincs szükség e források olyan jellegű pótlására, amiből okszerűen következne a Kötv. [költségvetési törvény] módosítása”. Az Alkotmánybíróság ezért megállapította, hogy a népszavazásra bocsátandó kérdések nem tartoznak az alkotmányban tiltott tárgykörök közé, ezért az aláírásgyűjtő ívek „mintapéldányának a hitelesítése nem tagadható meg”.

## Kálmán László kezdeményezése
A Fidesz a korábban hitelesített kérdések körében nem kezdte meg az aláírásgyűjtést, arra hivatkozva, hogy az erre a törvényben szabott négy hónapos határidő lejártával újra benyújtja őket, hogy a később hitelesített három kérdéssel egyidejűleg tarthassanak róla népszavazást. A határidő lejártakor – 2007. július 9-én délután 16 órakor – Pokorni Zoltán, a Fidesz alelnöke személyesen nyújtotta be ismét a kérdéseket az OVB-nek. Ugyanaznap elektronikus úton Kálmán László nyelvész is benyújtott hasonló tárgyú, de ellenkező tartalmú kérdéseket.
Kálmán László kérdései:
- „Egyetért-e Ön azzal, hogy a helyi önkormányzatok egészségügyi feladataik ellátásának módjáról szabadon dönthessenek?” 172/2007. (VII. 18.) OVB határozat
- „Egyetért-e Ön azzal, hogy egyes vény nélkül is kapható gyógyszereket a gyógyszertárakon kívül is lehessen forgalmazni?” 171/2007. (VII. 18.) OVB határozat
- „Egyetért-e Ön azzal, hogy a földterület megművelőjét illesse meg első helyen elővásárlási jog termőföld vásárlása esetén?” 173/2007. (VII. 18.) OVB határozat

Az OVB a Fidesz és Kálmán László kérdéseit egyaránt népszavazásra bocsáthatónak ítélte. Az ellentétes kérdéseik azért is jelenthettek volna problémát, ha együttesen népszavazásra kerülnek, mert közvéleménykutatáson sokan a Fidesz–KDNP és a Kálmán-féle ellenkező tartalmú kérdéseket is támogatták.
Az Alkotmánybíróság a 171/2007. (VII. 18.) OVB határozatot 101/2007. (XII. 12.) AB határozatával dr. Trócsányi László alkotmánybíró különvéleményével 2007. december 10-én helybenhagyta. A 172/2007. (VII. 18.) OVB hitelesítő határozatot 84/2008. (VI. 13.) AB határozattal 2008. június 10-én megsemmisítette, egyúttal az OVB-t új eljárás lefolytatására utasította. Később a 173/2007. (VII. 18.) OVB hitelesítő határozatot a 127/2008. (X. 22.) AB határozattal szintén helybenhagyta.

### A beadványtevő személyes adatainak nyilvánosságra kerülése
A BRFK személyes adatokkal való visszaélés bűncselekménye miatt ismeretlen tettes ellen nyomozást indított, mivel Kálmán László személyes adatai a HírTV-hez eljutva nyilvánosságra kerültek, ami Péterfalvi Attila adatvédelmi biztos szerint is jogellenesen történt. Végül Bordás Vilmos, az OVB Fidesz által delegált tagja maga ismerte el, hogy Kálmán beadványát ő továbbította a Fidesznek, a párt azonban tagadta, hogy az adatok tőle jutottak volna el a tévétársasághoz. Halmai Gábor, az OVB alelnöke a fenti kérdésekről döntő ülésen fejtette ki, hogy véleménye szerint Bordás cselekménye kimerítette a személyes adatokkal való visszaélés bűncselekményének fogalmát, Bordás szerint viszont nincs tisztázva, hogy a kezdeményező magánszemélyek adatai meddig titkosak.

### Egyéb kezdeményezések
Ugyancsak népszavazásra bocsáthatónak ítélte az OVB az Albert-házaspár kezdeményezését is, amely a magánbiztosítók szerepvállalását zárná ki öt évre az egészségbiztosításból. Erről a kérdésről jelezte a Fidesz korábban, hogy hetedikként esetleg egyesítené saját kérdéseivel, és emellett kampányolna is.
Albert Zsolt és Albert Zsoltné kérdése:
"Egyetért-e Ön azzal, hogy Magyarországon a jelenlegi egybiztosítós szolidaritás elvű kötelező egészségbiztosítási rendszerben az üzleti biztosítók semmilyen formában ne kapjanak szerepet a népszavazást követő évtől számított 5 éven át?"
A tandíjjal kapcsolatban egy magánszemély adott be kérelmet: "egyetért-e a szavazó azzal, hogy az "igazságosabb közteherviselés érdekében" a felsőoktatási intézmények hallgatói "legalább kis mértékben" járuljanak hozzá saját képzési költségeikhez."
A földvásárlással kapcsolatban Nagy Tamás, a Mezőgazdasági Szövetkezők és Termelők Országos Szövetsége (MOSZ) elnöke is az Országos Választási Bizottsághoz fordult az alábbi kérdéssel:
„Egyetért-e azzal, hogy a földterület művelőjét illesse meg elővásárlási jog termőföld vagy tanya vásárlása esetén?”

## Politikai és jogértelmezési vita
Mivel Orbán Viktor - a Fidesz elnöke - a népszavazási kezdeményezés bejelentésekor leszögezte, hogy az eredmény dönteni fog „a hazugságokra épülő kormány sorsáról”, a jogászi és politikusi állásfoglalások ebből a szempontból vizsgálták a kérdést.

### A Fidesz-KDNP kezdeményezéséről
Gyurcsány Ferenc miniszterelnök, aki a népszavazást „reformellenesnek, a változatlanság politikai akaratának” nevezte, kijelentette, hogy a kormány három teendője ez ügyben: „megteremteni a referendumhoz szükséges feltételeket, képviselni a saját álláspontját, illetve a népszavazás eredményét magára nézve kötelezőnek elfogadni”. Felhívta a figyelmet arra is, hogy mivel a Fidesz kérdéseire adott igen válaszok 50 milliárdos hiányt okoznának a költségvetésben, ennek pótlására adóemelésre vagy a kiadások csökkentésére lenne szükség.

### Közvéleménykutatások: szavazási hajlandóság, válaszok
A 2007 szeptemberének elején nyilvánosságra hozott közvélemény-kutatási eredmények szerint a „kilencigenes” eredmény lenne a legvalószínűbb, tehát mind a Fidesz, mind Kálmán László kérdéseire igent mondanának a választók. (Ez az eredmény arra utal, hogy a népszavazás kimenetelét már a kérdésfeltevés módja döntően befolyásolja, így ez a tényező a későbbi népszavazásokon sem hagyható figyelmen kívül.) A megkérdezettek 44%-a mondta biztosra a részvételét a népszavazáson.

#### Háziorvosok és a vizitdíj
A Spatium Consulting piackutató cég 2007 decemberi vizsgálatában a háziorvosok nagyobb része egyetértett a vizitdíjjal: 42 százalék ítéli pozitívnak a vizitdíj bevezetését, 34 százalék elutasítja. A városokban dolgozók többsége pártoló, a kistelepüléseken praktizálók közül a támogatók és az elutasítok fele-fele arányban vannak. A pártolók egy kisebb csoportja aláírásgyűjtésbe kezdett a vizitdíj megtartásáért, a plusz finanszírozás és a fejlesztés lehetőségének érdekében.

### Kálmán beadványáról
Kálmán László és a Fidesz kérdéseinek hitelesítése után az OVB az Alkotmánybírósághoz fordult, hogy a testület állapítsa meg a mulasztásos alkotmánysértést az Országgyűlés részéről.
- Az OVB beadványa az Alkotmánybírósághoz (2007. augusztus 23.)
- Az Alkotmánybíróság döntése az OVB elnökének beadványáról: 100/2007. (XII. 6.) AB határozat

Az Alkotmánybíróság mulasztásban megnyilvánuló alkotmányellenességet állapított meg amiatt, hogy az Országgyűlés nem szabályozta az OVB eljárását abban az esetben, "ha az aláírásgyűjtő ív hitelesítését megelőzően – ugyanazon tartalmú kérdésben – újabb aláírásgyűjtő ívek mintapéldánya kerül benyújtásra  (versengő  népszavazási kezdeményezések esetköre)". Az Alkotmánybíróság emellett számos javaslatot fogalmazott meg az Nsztv. felülvizsgálatával kapcsolatban, amiket az új Nsztv. megalkotásánál a jogalkotó – a törvény indokolása szerint – figyelembe vett.

#### A Fidesz-KDNP és Kálmán álláspontja
A Fidesz Kálmán beadványával kapcsolatban először azzal érvelt, hogy a benyújtás sorrendje számít, az ő kérdéseik pedig egyébként is védettséget élveztek más kérdésekkel szemben, hiszen a határidő lejártakor ismét benyújtották őket. Kálmán kezdeményezését a kormány „zavarkeltő akciójának” minősítették. Az OVB döntésére a párt azzal reagált, hogy nem sikerült megakadályozni a Fidesz kérdéseinek népszavazásra bocsátását, és „jogi abszurditásnak” nevezte a testület határozatát.
Kálmán László nevének nyilvánosságra kerülése után több nyilatkozatot adott, melyekben kifejtette, hogy sem párthoz, sem a kormányhoz nincs köze: kérdéseit azért nyújtotta be, mert úgy vélte, hogy a Fidesz kérdései elfogultak, nyíltan befolyásolók, és a pártnak az a célja, hogy „megrendítse vagy valamilyen módon kijátssza azokat a játékszabályokat, amelyeket a parlamentáris demokrácia diktál”.
Bejelentette azt is, hogy társadalmi szervezetek segítségével hamarosan megkezdi az aláírásgyűjtést, továbbá hogy az államfőtől és a Fidesz elnökétől – mivel ők szorgalmazták az állampolgárok és a civil szféra aktívabb közéleti szerepvállalását – „nagyon határozottan elvárja, hogy kiálljanak ezen törekvések mellett”.

#### A jogosultság kérdése
Fogarasi József, a Budapesti Corvinus Egyetem alkotmányjogi tanszékének docense arra hívta fel a figyelmet, hogy az OVB-nek állást kellene foglalnia arról, ki nyújthat be népszavazási kezdeményezést, illetve harmonizálnia kellene az idevágó jogszabályok szóhasználatát. Az alkotmány állampolgárról, a választási törvény „polgárról” beszél, az utóbbi értelmező rendelkezései között viszont az szerepel, hogy a kezdeményezést benyújtó lehet magánszemély és szervezet is. Fogarasi álláspontja szerint a népszavazás mint a közvetlen hatalomgyakorlás eszköze a választópolgárok intézménye, amelyet a pártok - amelyek a törvényhozásban gyakorolják a hatalmat - nem sajátíthatnának ki.

## A kezdeményezés eredménye
Az alkotmánybíróság és az OVB által jóváhagyott három kérdésben (vizitdíj, kórházi napidíj és tandíj) a Fidesz 2007 októberében kezdett nagyszabású aláírásgyűjtő kampányba. Az aláírások száma rövid idő alatt meghaladta az ügydöntő népszavazás kiírásához kellő 200 000-es határt. A Tarlós István által benyújtott aláírások nagy többségét az OVB hitelesnek fogadta el. Az Országgyűlés 2007. december 17-én népszavazást írt ki a három kérdésben. A kezdeményezés kérdései közül később még többet is hitelesített az OVB, de a Fidesz már nem kezdett újabb aláírásgyűjtésbe.
Kálmán László a Fidesz e döntése után elállt ellenkérdéseinek népszavazásra való felterjesztésétől.
A köztársasági elnök 2008. március 9-ére tűzte ki a voksolás időpontját. A népszavazáson mindhárom kérdés nagyarányú támogatást kapott.

## Egyéb
- A Joggal a Jogállamiságért Egyesület nyílt levele az Alkotmánybírósághoz
- „Kritikámat a gyakorlatba is átültettem” (Kálmán László nyelvész, a fideszes népszavazási kérdések „átfogalmazója”) Archiválva 2007. július 24-i dátummal a Wayback Machine-ben, Magyar Narancs, 2007. július 19.